# Drunk on You
Drunk on You è il terzo singolo estratto dal terzo album in studio Tailgates & Tanlines del cantante country statunitense Luke Bryan. Il singolo è stato pubblicato il 13 febbraio 2012 per il mercato americano.

## Classifiche
| Classifica (2012)     | Posizione massima |
| --------------------- | ----------------- |
| Stati Uniti           | 16                |
| Stati Uniti (country) | 1                 |
| Canada                | 28                |

### Classifiche di fine anno
| Classifica (2012)     | Posizione |
| --------------------- | --------- |
| Stati Uniti (country) | 10        |
| Stati Uniti           | 53        |
| Canada                | 10        |